# Campionato AMA Supermoto 2008
Nel 2008 il Campionato AMA Supermoto vede come campioni l'australiano Troy Herfoss (KTM) nella Premier, l'americano Steve Drew (KTM) nella Unlimited e l'americano Brandon Currie (Yamaha) nella Lites, al suo secondo titolo nella classe 250.

## Premier (Top 5)
| Pos | Pilota           | Moto/Team                 | 1 | 2 | 3  | 4 | 5 | 6  | Punti |
| --- | ---------------- | ------------------------- | - | - | -- | - | - | -- | ----- |
| 1   | Troy Herfoss     | KTM USA HMC Racing        | 3 | 1 | 1  | 1 | 2 | 3  | 137   |
| 2   | Chris Fillmore   | KTM USA HMC Racing        | 4 | 3 | 2  | 4 | 1 | 2  | 125   |
| 3   | Cassidy Anderson | Honda Troy Lee Designs    | 2 | 7 | 12 | 2 | 3 | 1  | 112   |
| 4   | Mark Burkhart    | Yamaha Graves Motorsports | 1 | 2 | 3  | 3 | 8 | 10 | 111   |
| 5   | Ben Carlson      | Aprilia Rip It Energy     | 6 | 6 | 4  | 5 | 5 | 4  | 98    |

## Unlimited (Top 5)
| Pos | Pilota        | Moto/Team              | 1  | 2 | 3 | 4 | 5 | 6    | Punti |
| --- | ------------- | ---------------------- | -- | - | - | - | - | ---- | ----- |
| 1   | Steve Drew    | KTM Hart & Huntington  | 1  | 1 | 3 | 9 | 1 | 4    | 125   |
| 2   | Darryl Atkins | Aprilia Rip It Energy  | 6  | 2 | 1 | 1 | 9 | 1    | 124   |
| 3   | Josh Chisum   | KTM Josh Chisum Racing | 3  | 3 | 4 | 3 | 3 | 5    | 114   |
| 4   | Micky Dymond  | Husqvarna All Access   | 5  | 5 | 2 | 4 | 4 | rit. | 90    |
| 5   | Travis Marks  | KTM Hart & Huntington  | 15 | 4 | 5 | 5 | 7 | 6    | 85    |

## Lites (Top 5)
| Pos | Pilota         | Moto/Team                 | 1 | 2 | 3  | 4 | 5 | 6 | Punti |
| --- | -------------- | ------------------------- | - | - | -- | - | - | - | ----- |
| 1   | Brandon Currie | Yamaha Graves Motorsports | 1 | 1 | 1  | 1 | 1 | 1 | 150   |
| 2   | Matt Burton    | KTM R/J Performance       | 2 | 2 | 2  | 3 | 4 | 3 | 124   |
| 3   | Danny Casey    | Honda Mach1 Motorsports   | 3 | 3 | 5  | 4 | 2 | 4 | 114   |
| 4   | Casey Yarrow   | Yamaha BP Racing          | 7 | 8 | 4  | 8 | 7 | 7 | 86    |
| 5   | Robert Loire   | Yamaha Tuf Powersports    | 6 | 6 | 15 | 7 | 5 | 5 | 82    |